# Bitka kod Matapana 1941.
Bitka kod Matapana je bila pomorska bitka Drugog svjetskog rata koja se vodila kraj obale grčkog Peloponeza između 27. i 29. ožujka 1941. Ujedinjene snage brodova britanske i australske mornarice pod zapovjedništvom britanskog admirala Andrewa Cunninghama presrele su i teško oštetile snage talijanske mornarice (talijanski Regia Marina), pod zapovjedništvom admirala Angela Iachina.

## Pozadina
Analizirajući prilike koje su dovele do pomorskog okršaja kod rta Gaudo, te posljedične bitke kod rta Matapan, može se reći da je vodstvo talijanske kraljevske ratne mornarice još početkom 1941. godine precijenilo svoje mogućnosti i mislilo da se može ravnopravno nositi s britanskim snagama. Činjenica je da se radilo o Mediteranu kao tzv. "talijanskom dvorištu", kao što je bila i činjenica zastarjelost britanskih kapitalnih brodova, ali su Britanci kvalitetom izvršenja ratnih zadataka, kao i agresivnošću i inicijativom značajno nadilazili svoje talijanske suparnike. Već su se dogodile bitke kod rta Teulada i Sirte, kao i britanski zračno-torpedni napad na Taranto, koji je na brutalan način pokazao Talijanima tko drži glavnu riječ na Mediteranu. Talijanska ratna mornarica, bez obzira na svoju brojčanu nadmoć, bila je svedena na koncept flote bez ikakve inicijative. Njemački saveznici su pritiskali Talijane da budu agresivniji, pogotovo u cilju uništenja britanskih konvoja na Mediteranu, te stavljanja pod kontrolu britanskih pomorskih snaga, koje su bile sve veći problem pomorskom transportu snaga Osovina.

## Tijek bitke
Dana 27. ožujka 1941. odigrala se najveća bitka na Sredozemlju tijekom Drugog svjetskog rata. Talijanska flota je usprkos tome što se još uvijek oporavljala od napada na Taranto bila u nadmoćnom položaju u odnosu na Britance koji su brojčanu inferiornost nadoknađivali izuzetnom organizacijom i požrtvovnošću. Ove dvije flote sukobile su se kod rta Matapan kada su talijanske snage odlučile izvršiti prvu veću ofenzivnu akciju protiv Kraljevske mornarice u sklopu priprema napada osovinskih snaga na Balkanski poluotok, a poglavito Grčku. 
Snažna talijanska flota pod zapovjedništvom admirala Iachina krenula je prekinuti snabdjevanje britanskih postrojbi u Grčkoj. Ubrzo su naišli na lakšu britansku eskadru, te su promijenili smjer kretanja i počeli ju progoniti. Ono što nisu znali zbog već poslovične nesuradnje zrakoplovstva i mornarice jest bila činjenica da je otkrivena eskadra tek prethodnica mnogo veće britanske flote na čelu s admiralom Cunninghamom. Britanci otkrivaju talijansku flotu pomoću zrakoplova te poduzimaju zračne udare s nosača zrakoplova. Tada se Talijani po prvi put u povijesti pomorskih ratova prestrojavaju u protuzračnu formaciju. 
Usprkos svemu britanski zrakoplovi uz minimalne gubitke oštećuju zastavni bojni brod Vittorio Veneto i tešku krstaricu “Pola” koja ostaje nepokretna. Uskoro pada noć i nakon dužeg natezanja u pomoć sada već prilično udaljenoj krstarici kreću još dvije krstarice (“Zara” i “Fiume”) i 4 razarača. Kada su ove jedinice stigle do “Pole” tamo ih je pomoću radara vrebala cjelokupna britanska flota. Neopazivši neprijatelja talijanska je eskadra ušetala u zamku u kojoj je uskoro bila nemilosrdno uništena, a preživjela su samo 2 razarača. “Pola” je kasnije uništena nakon što je njezina posada zarobljena nakon bordaže. Zanimljiv je i bio osvrt zapovjednika flotile Macka na držanje zapovjednika krstarice: “Zarobljen je i zapovjednik krstarice. Izgleda da ima hemeroide.”.

## Posljedice
Posljedice ovog sukoba su bile velike iz nekoliko razloga. U prvom redu Talijani su bili teško poraženi neposredno pred velike operacije u istočnom sredozemlju te je tom pobjedom smanjen pritisak na britansku flotu te su “ti udarci uzdrmali moral u časničkim krugovima i uzdignuli njihovu predodžbu o britanskoj pomorskoj moći do te mjere, da nikada više, do kraja rata nisu slali flotne snage tako daleko od talijanske obale”.
Drugi razlog koji dodatno uvećava ovu pobjedu je i to što se u sljedećim mjesecima britanska flota borila za opstanak, a tko zna kako bi ta borba završila da su se u nju mogli umiješati i Talijani, a “Bitkom kod Matapana njoj je ta mogućnost bila oduzeta”.

## Vanjske poveznice
- (engl.) "Battle of Cape Matapan: World War II Italian Naval Massacre" by Anthony M. Scalzo at HistoryNet.com
- (tal.) Battaglia di Gaudo at Plancia di Comando
- (tal.) La notte di Matapan at Plancia di Comando

Sestrinski projekti
|  | Zajednički poslužitelj ima stranicu o temi Bitka kod Matapana    |
|  | Zajednički poslužitelj ima još gradiva o temi Bitka kod Matapana |